# Pismo Beach
Pismo Beach – miasto w hrabstwie San Luis Obispo USA, w stanie Kalifornia.
W 2000 jego populacja liczyła 8,551.